# Lionel Chetwynd
Lionel Chetwynd (* 29. Januar 1940 in London, England) ist ein US-amerikanischer Drehbuchautor, Filmproduzent und Filmregisseur.

## Leben
Chetwynd wuchs die ersten acht Lebensjahre in England auf und zog 1948 mit seinen Eltern nach Kanada. Hier verlebte er den Rest seiner Kindheit und Jugend zuerst in Montreal und später in Toronto. Mit 15 Jahren brach er die Schule ab und verpflichtete sich für ein Jahr für die Royal Canadian Army. Hier erwarb er ein Stipendium für die McGill University, an welcher Chetwynd Rechtswissenschaften studierte. Nach seinem Grundstudium zog er zurück nach England, wo er weitere Kurse am Trinity College in Oxford belegte.
Chetwynd erkannte jedoch schon bald darauf seine wahre Leidenschaft und nahm 1968 eine Stelle bei der britischen Zweigstelle von Columbia Pictures wahr, wo er sich im Lauf der kommenden vier Jahre zum stellvertretenden Programmintendanten empor arbeitete. 1974 zog Chetwynd nach New York, wo er noch im selben Jahr den Roman The Apprenticeship of Duddy Kravitz des kanadischen Autors Mordecai Richler in sein erstes Drehbuch adaptierte, und das von Regisseur Ted Kotcheff mit Richard Dreyfuss und Jack Warden in den Hauptrollen verfilmt wurde. 1975 wurden Chetwynd und Richler zusammen für den Oscar in der Kategorie Bestes adaptiertes Drehbuch nominiert, sowie für den WGA Award.
Mitte der 1970er Jahre bekam Chetwynd die US-amerikanische Staatsbürgerschaft. Somit zählt er zu jener Gruppe von Menschen, die drei Staatsbürgerschaften – in seinem Fall die Britische, Kanadische und die US-amerikanische – besitzen.
Chetwynd etablierte rasch seinen Ruf als Autor für politische und somit anspruchsvolle Drehbücher, der 1987 mit The Hanoi Hilton einen Film über ein Kriegsgefangenenlager im Vietnamkrieg drehte. In Doomsday Gun aus dem Jahr 1994 setzte er sich kritisch mit der Waffenlobby der Vereinigten Staaten auseinander. Auch schrieb Chetwynd 1994 und 1995 die Drehbücher zu drei Bibelfilmen, von denen Die Bibel – Josef mit dem Emmy als Beste Miniserie ausgezeichnet wurde. Chetwynd selbst wurde für den WGA Award nominiert.
Obwohl politisch gesehen seine Ansichten in jener Zeit liberal und eher den Demokraten zuzuordnen sind, avancierte Chetwynd zu einem starken Befürworter der Republikaner und der Regierung Bush. So schrieb er 2004 das Drehbuch zu DC 9/11: Time of Crisis, einem Film über die Terroranschläge vom 11. September 2001 und seine politischen Konsequenzen. Ein weiterer Film, der die Bush-Regierung bestärkt, ist die 2004 inszenierte Filmdokumentation Celsius 41.11: The Temperature at Which the Brain... Begins to Die, in der Chetwynd den Filmemacher Michael Moore und den demokratischen Präsidentschaftskandidaten John Kerry kritisch porträtiert. Der Titel ist eine Persiflage des Moore-Films Fahrenheit 9/11.
Lionel Chetwynd, der Konfession nach Jude, ist mit der britischen Schauspielerin Gloria Carlin verheiratet. Die beiden haben zwei Söhne. Carlin zeichnet der Umstand aus, dass sie in vielen Filmen, für die ihr Mann das Drehbuch schrieb, oder Regie führte, in kleinen Rollen mitwirkte.

## Filmografie (Auswahl)
- 1974: Duddy will hoch hinaus (The Apprenticeship of Duddy Kravitz)
- 1995: Schreckensflug der Boeing 767 (Falling from the Sky: Flight 174)
- 1994: Die Bibel – Jakob (Jacob)
- 1995: Die Bibel – Josef (Joseph)
- 1996: Die Bibel – Moses (Moses)
- 1996: Die Belagerung von Ruby Ridge (The Siege at Ruby Ridge)
- 1996: Der Mann, der Eichmann jagte (The Man, Who Captured Eichmann)
- 2001: Varian’s War – Ein vergessener Held (Varian's War)
- 2003: DC 9/11: Time of Crisis

## Auszeichnungen (Auswahl)
- 1975: Oscar-Nominierung, Bestes adaptiertes Drehbuch gemeinsam mit Mordecai Richler für: Duddy will hoch hinaus (The Apprenticeship of Duddy Kravitz)
- 1975: WGA Award, für: The Apprenticeship of Duddy Kravitz